# Hottonia palustris
La violetta d'acqua (Hottonia palustris L.) è una pianta acquatica della famiglia delle Primulaceae.

## Descrizione
Questa pianta ha uno stelo che può raggiungere gli 80 cm di altezza. Le radici basali sprofondano nel fango sottostante mentre altre si estendono liberamente nell'acqua. Le foglie, divise a pettine, sono completamente sommerse (salvo naturalmente drastiche diminuzioni del livello dell'acqua); esse sono alternate o connesse allo stelo in ciuffi più o meno regolari.
Fiorisce da maggio a giugno. I fiori ermafroditi possono essere impollinati sia da insetti che per cleistogamia. La pianta è autofecondante.

## Distribuzione e habitat
Hottonia palustris ha un areale che si estende dall'Europa settentrionale e centrale arriva alle regioni submediterranee evitando però quelle prettamente mediterranee. Una sola piccola area disgiunta è nota per la Siberia occidentale (poco lontana dai confini geografici dell'Europa), per cui è poco condivisibile l'appellativo fitogeografico di specie eurosiberiana.

## Coltivazione
Come la maggior la parte delle piante palustri, le Hottonia possono crescere in ambiente asciutto, e l'adattamento alla vita subacquea necessita di un inserimento graduale. Possono essere coltivate in acquari freddi.